# Fushë-Lumi
Fushë-Lumi – wieś położona w południowo-wschodniej części Albanii w gminie Margegaj. Wieś znajduje się 122 kilometrów od stolicy państwa, Tirany.